# Анненское (Тверская область)
Анненское — деревня в Торжокском районе Тверской области, входит в состав Мошковского сельского поселения.

## География
Находится на берегу реки Шостка в 28 км на юго-восток от центра поселения деревни Мошки и в 54 км к юго-востоку от города Торжка.

## История
Троицкая церковь в селе была построена в 1777 году, каменная с двумя престолами: в холодном — Святой Троицы, в теплом — Успения Пресвятой Богородицы.
В конце XIX — начале XX века село входило в состав Тредубской волости Старицкого уезда Тверской губернии.
С 1929 года деревня входила в состав Липигского сельсовета Емельяновского района Тверского округа Московской области, с 1935 года — в составе Калининской области, с 1956 года — в составе Торжокского района, с 1994 года — в составе Тредубского сельского округа, с 2005 года — в составе Тредубского сельского поселения, с 2017 года — в составе Мошковского сельского поселения.

## Население
| 1859 | 1886 | 2002 | 2010 |
| ---- | ---- | ---- | ---- |
| 158  | ↗203 | ↘20  | ↘12  |

## Известные люди
В селе родился Герой Советского Союза Александр Никанорович Бросалов (1912—1995).

## Достопримечательности
В деревне расположена действующая Церковь Троицы Живоначальной (1777).